# Sascha Schneider
Sascha Schneider, nome d'arte di Rudolph Karl Alexander Schneider (San Pietroburgo, 21 settembre 1870 – Swinemünde, 18 agosto 1927), è stato un pittore e scultore tedesco.

## Biografia

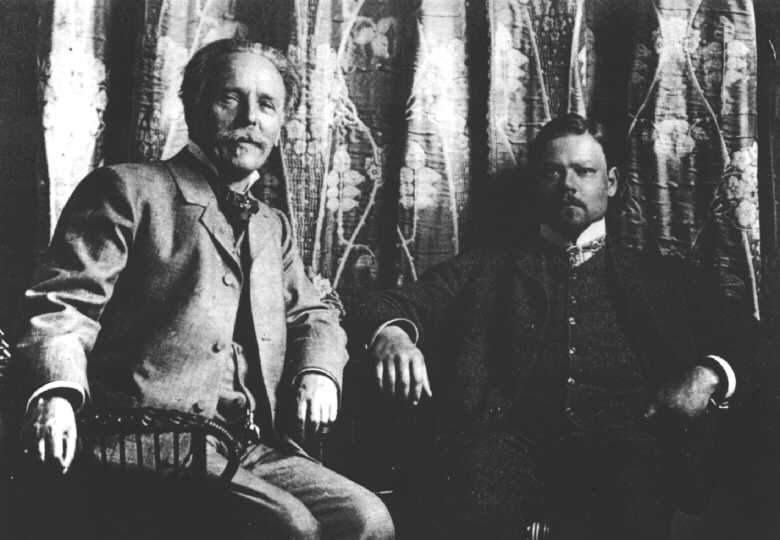
Karl May e Sascha Schneider nel 1904

Nato a San Pietroburgo da genitori tedeschi, trascorse la sua infanzia a Zurigo. A undici anni si produsse, giocando, una lesione permanente alla schiena, un incidente che è all'origine della sua futura ricerca della bellezza fisica ideale. Dopo la morte del padre la famiglia si trasferì a Dresda, dove nel 1889 entrò all'Accademia di Belle Arti. 
Ricevette presto le prime commissioni di pitture decorative e nel 1895 conobbe Max Klinger, che lo influenzò e lo aiutò professionalmente. Negli anni seguenti Schneider visitò la Finlandia, l'Italia, l'Egitto e Parigi. Nel 1903 incontrò l'allora famoso scrittore Karl May, divenendo l'illustratore delle copertine dei suoi libri Winnetou, Old Surehand, Am Rio de la Plata. Un anno dopo, nel 1904, grazie all'interessamento di Klinger, Schneider venne nominato professore alla Großherzoglich-Sächsische Kunstschule di Weimar e iniziò a decorare l'Hoftheater di Weimar e la nuova Università di Jena.
Durante questo periodo visse assieme al pittore Hellmuth Jahn. Jahn iniziò a ricattare Schneider minacciandolo di rendere pubblica la sua omosessualità, punibile ai sensi dell'articolo 175 del codice penale tedesco. Schneider decise allora di lasciare la Germania trasferendosi in Italia, dove l'omosessualità non era considerata reato, stabilendosi nel 1908 a Firenze. Qui Schneider conobbe il pittore Robert Spies con il quale intraprese un viaggio nelle montagne della catena del Caucaso. 

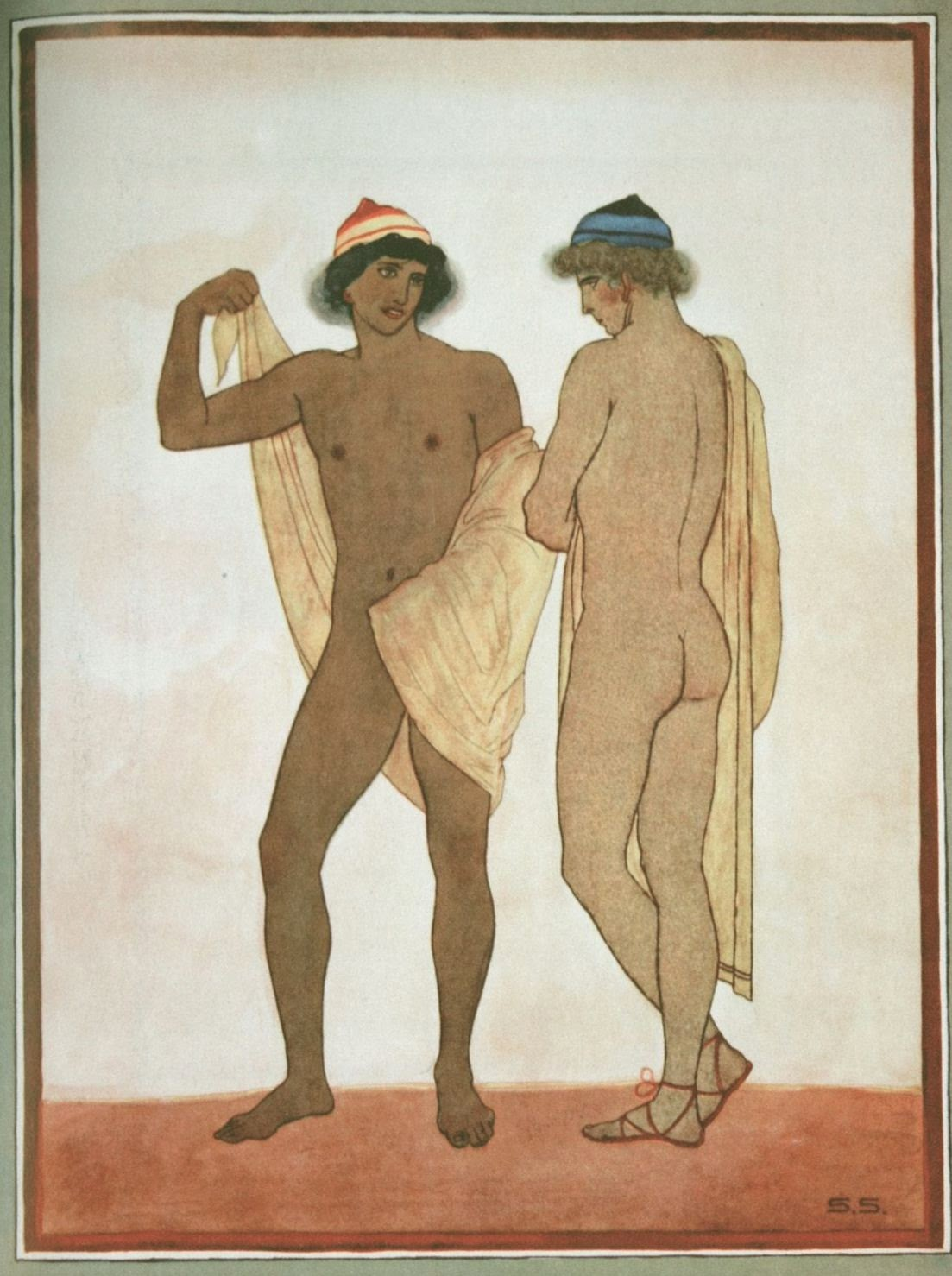
Kallisthenie, 1923

Durante la sua permanenza in Italia Schneider mutò la sostanza della sua produzione, che passò dalle atmosfere inquietanti e demoniache di matrice simbolista del periodo giovanile alle forme chiuse e calme che si rifacevano all'antico, in particolare, per quanto attiene alla scultura, all'estetica neoclassica del contemporaneo Adolf von Hildebrand. Nel 1912 il rifiuto del Museo Albertinum di Dresda di acquistare un suo Ragazzo al bagno, accusandolo di « incitamento alla sodomia », convinse Schneider a tralasciare quasi del tutto la scultura, mentre in pittura adottò i pastelli a olio consigliatigli dal loro creatore, il chimico premio Nobel Wilhelm Ostwald.
All'inizio della prima guerra mondiale, Schneider tornò in Germania a Hellerau, nelle vicinanze di Dresda, poi si trasferì nella vicina Loschwitz e nel 1919 fondò a Dresda il Kraft-Kunst-Institut, una palestra di cultura fisica che era pure uno studio di pittura dove i ginnasti posavano come modelli nelle sedute di nudo. La sezione maschile dell'Istituto ebbe molto successo, non così la sezione femminile, creata due anni dopo, che dovette chiudere dopo un solo anno.
Schneider, che era affetto da diabete mellito, nell'agosto del 1927 venne colpito da coma diabetico durante un viaggio in nave, morendo a Swinemünde. Fu sepolto nel cimitero di Loschwitz.
Nel 1933 i nazisti distrussero le opere di Schneider conservate a Berlino, mentre durante la Seconda guerra mondiale i bombardamenti anglo-americani distrussero le sue decorazioni murali.

## Opere letterarie
- Mein Gestalten und Bilden. 1912. autobiografia.

## Mostre
- Sascha Schneider - Ideenmaler & Körperbildner/"Sascha Schneider - Visualizing ideas through the human body" (2013), Stadtmuseum Weimar[4]

## Galleria d'immagini

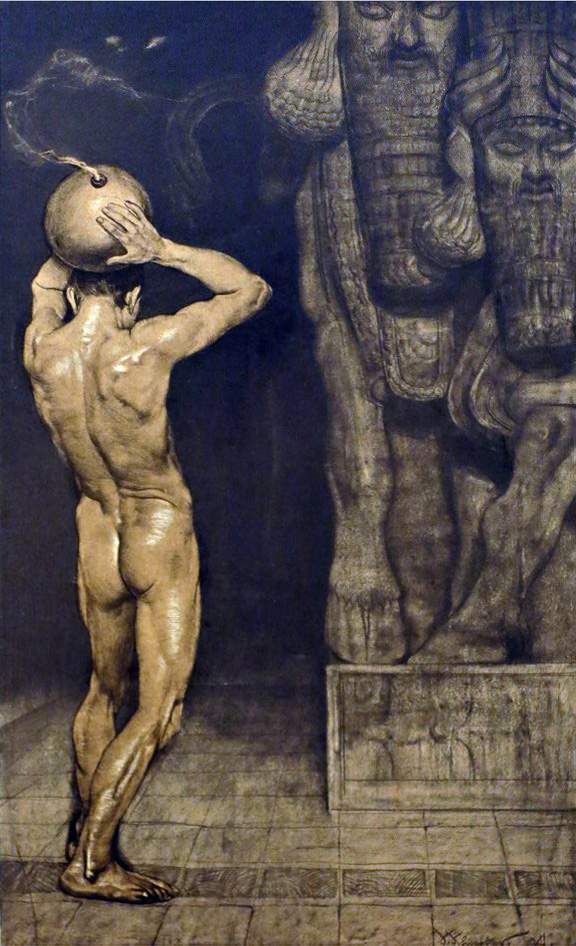
"Der Anarchist" (1894)
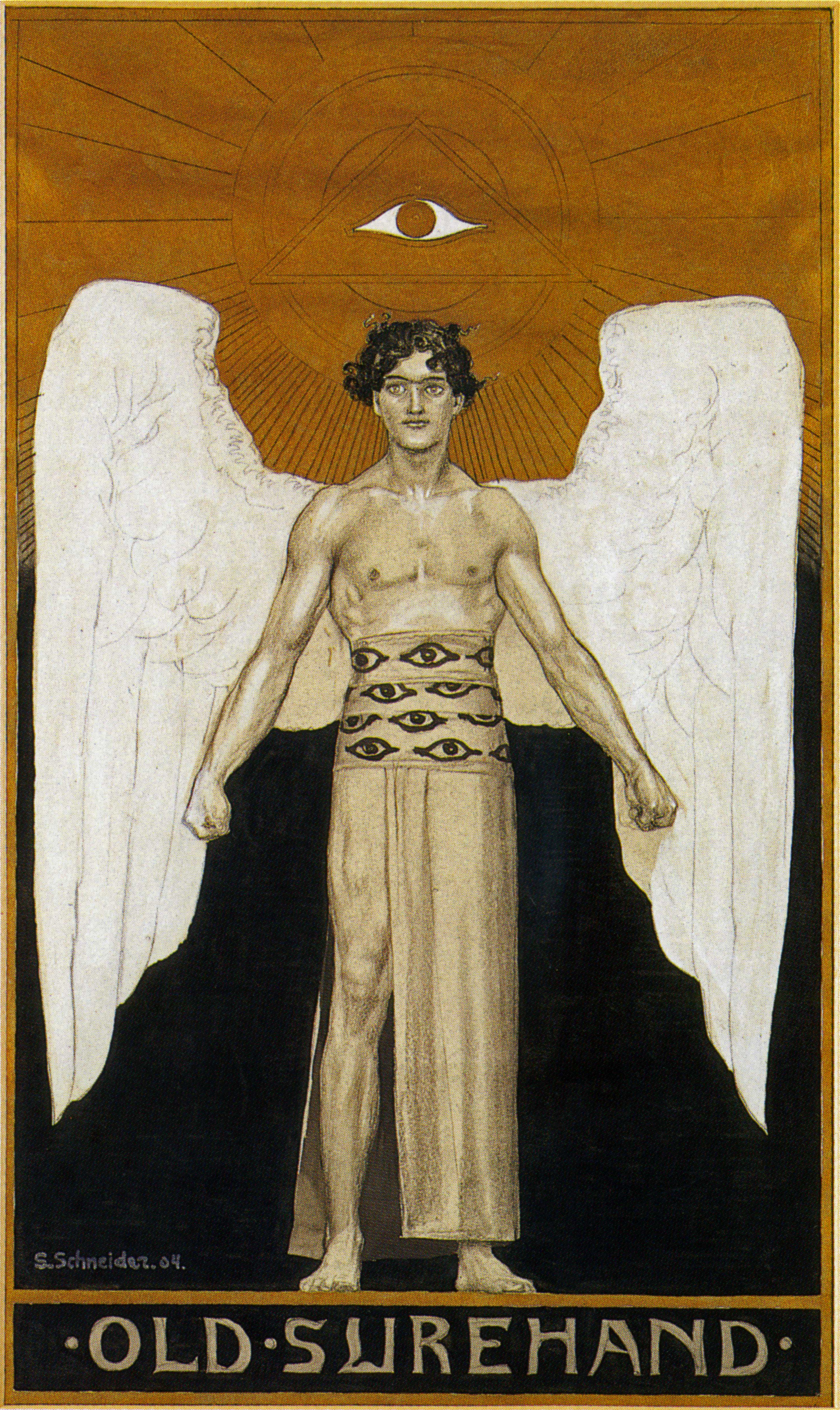
Copertina per Old Surehand di Karl May (1904)
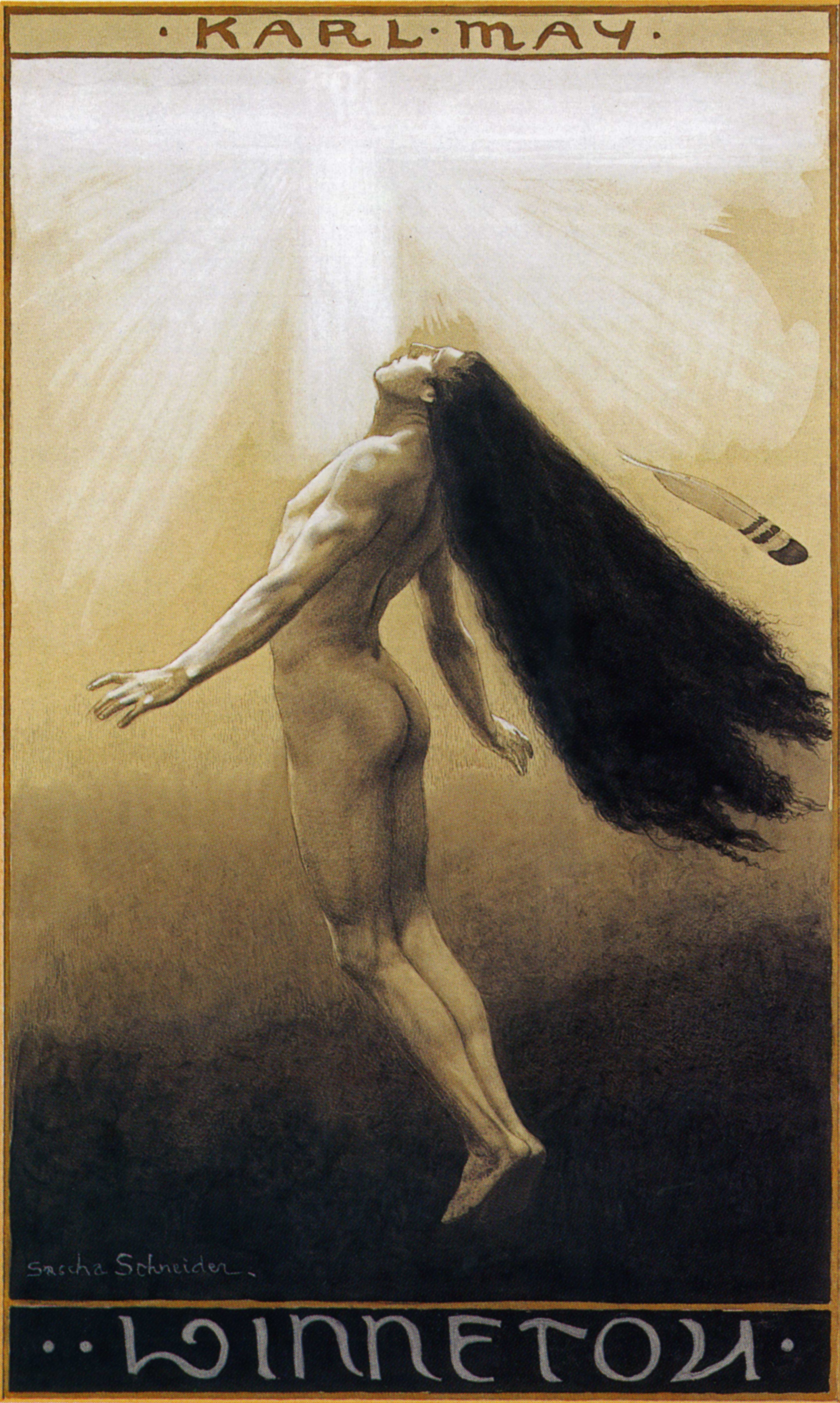
Copertina per Winnetou III di Karl May (1904)
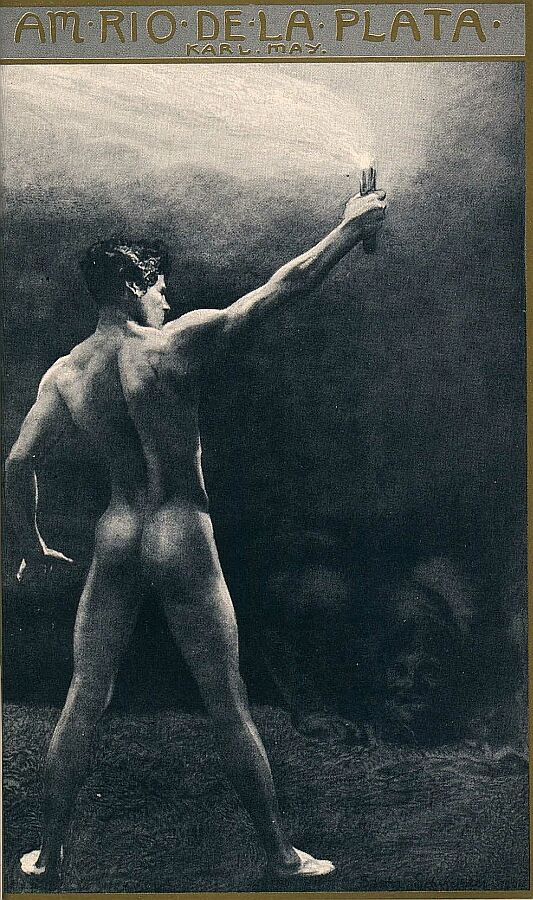
Copertina per Am Rio De La Plata di Karl May (1904)
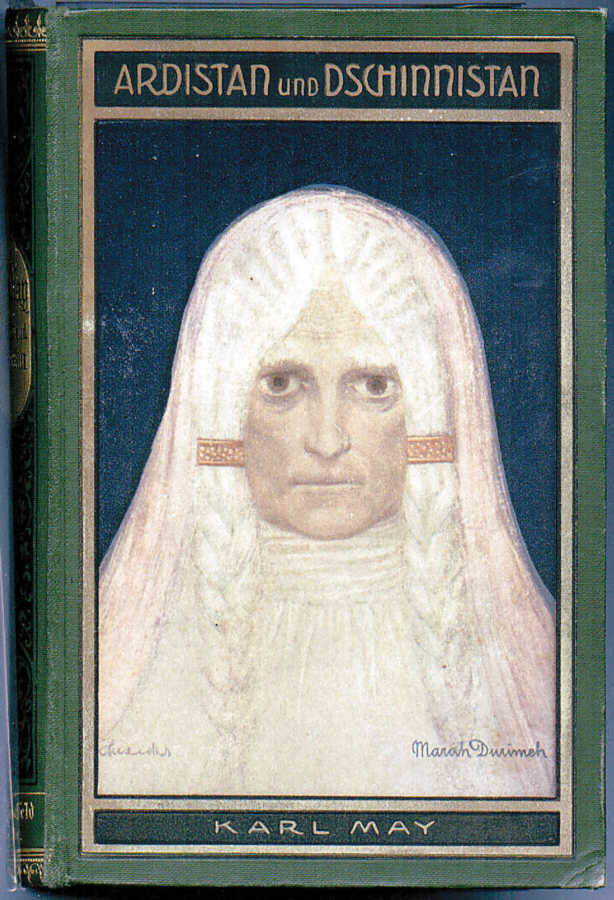
Copertina per Ardistan und Dschinnistan di Karl May (1904)
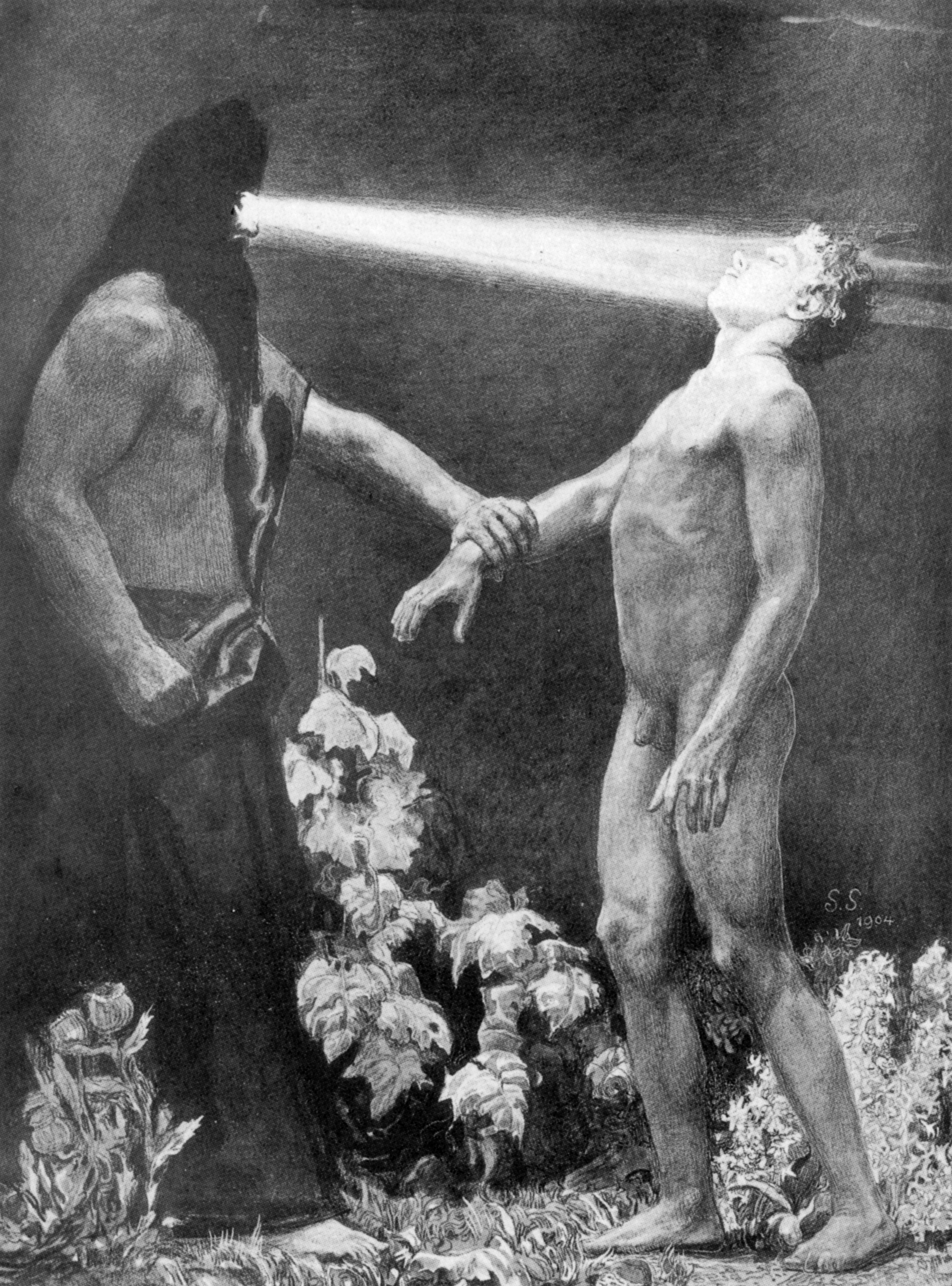
"Hypnosis" (1904)
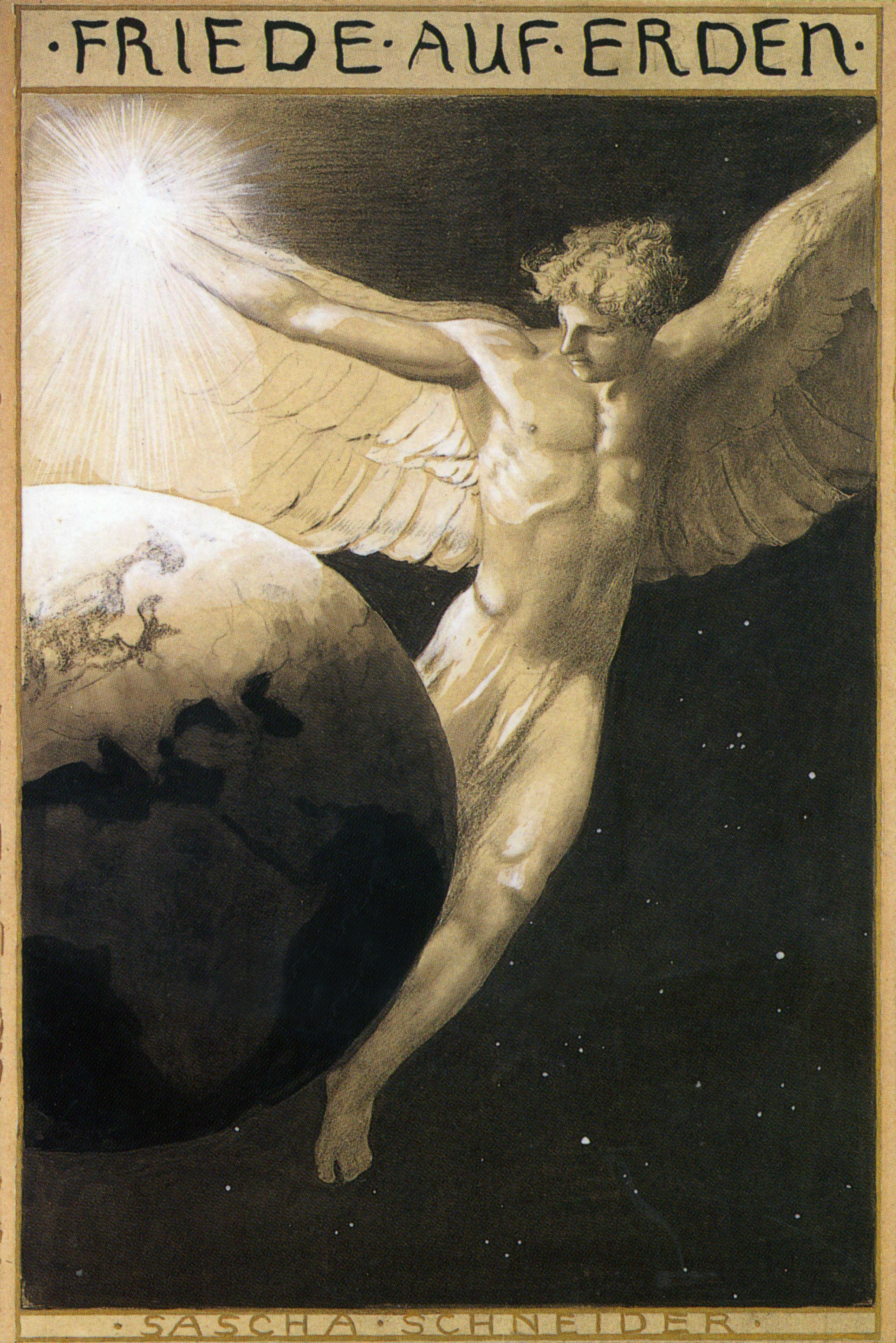
"Friede auf Erden" (1904)
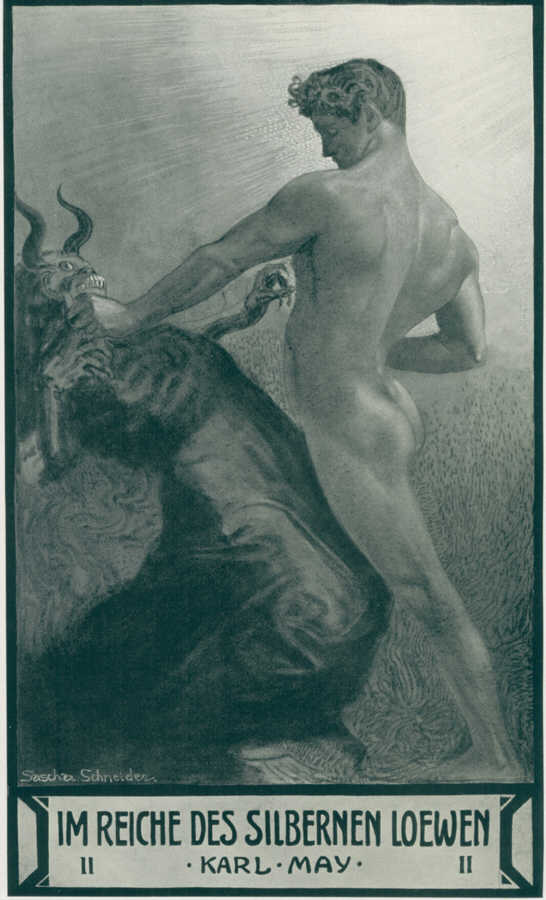
Copertina per "Im Reiche des silbernen Löwen II" di Karl May (1904)
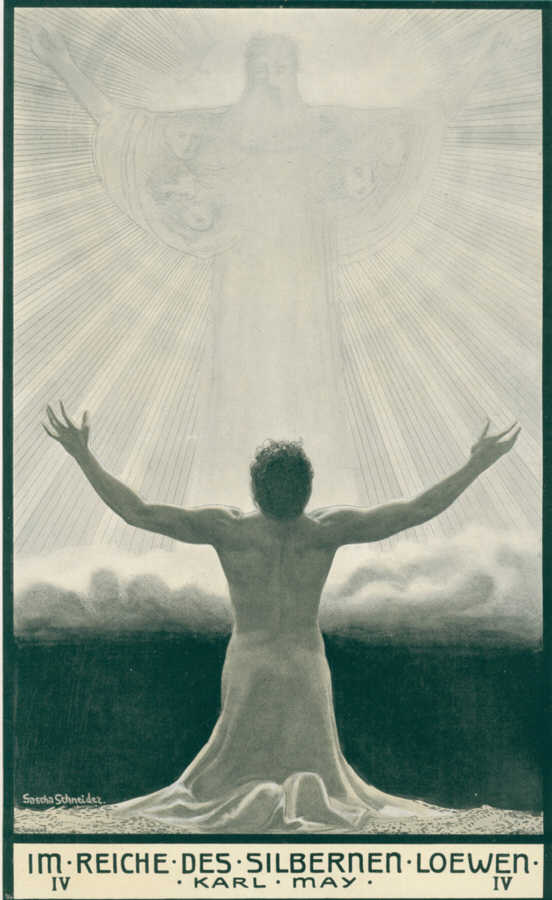
Copertina per "Im Reiche des silbernen Löwen IV" di Karl May (1904)
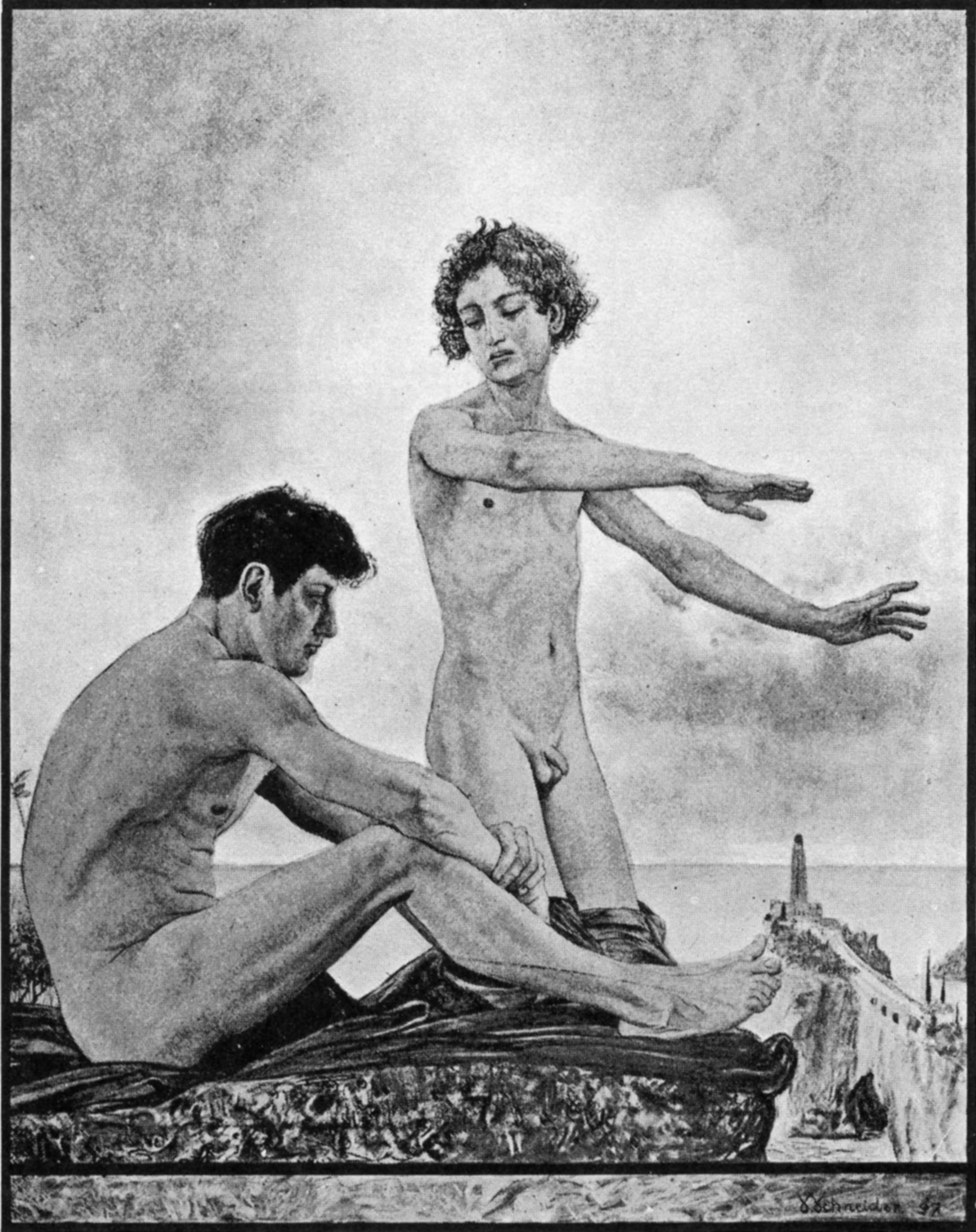
"Morgendämmerung" (1905)
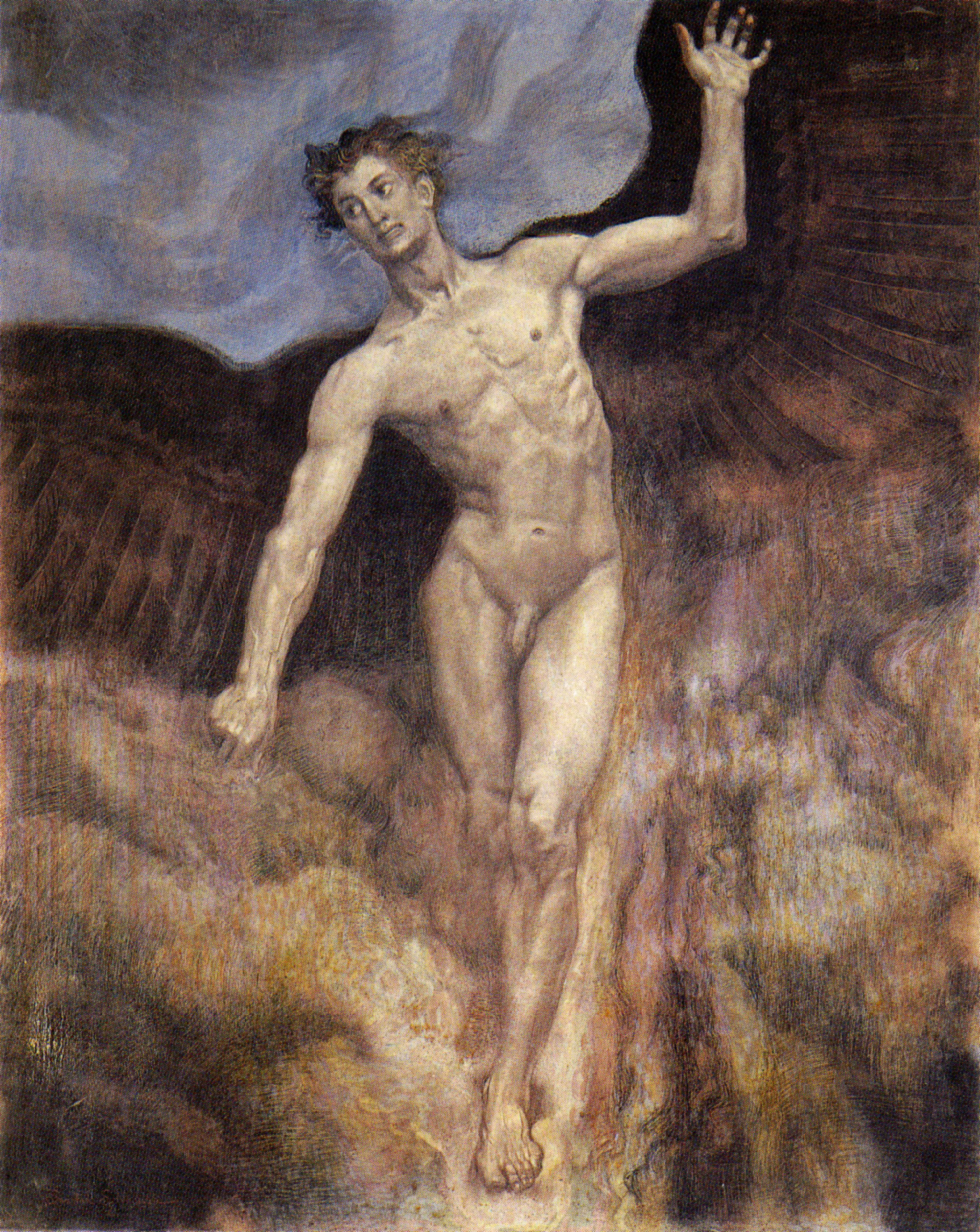
"Icarus" (1906)
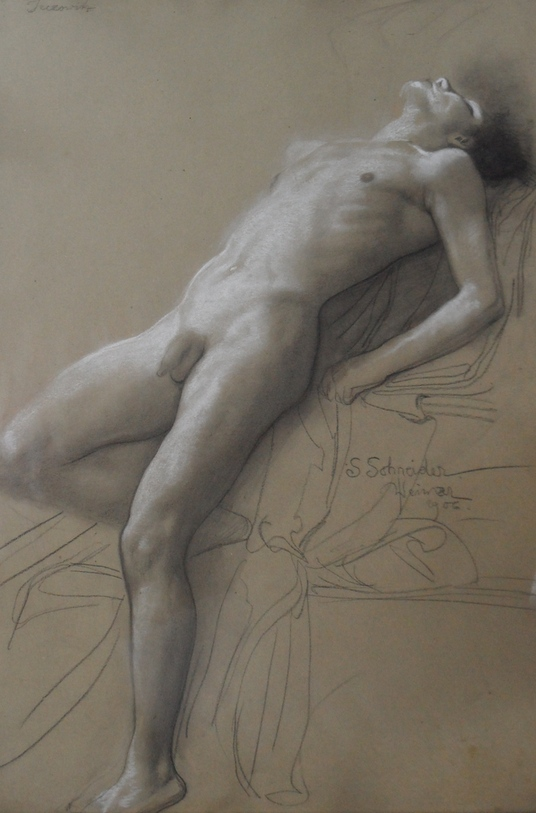
"Satiro Nudo" (Weimar 1906)
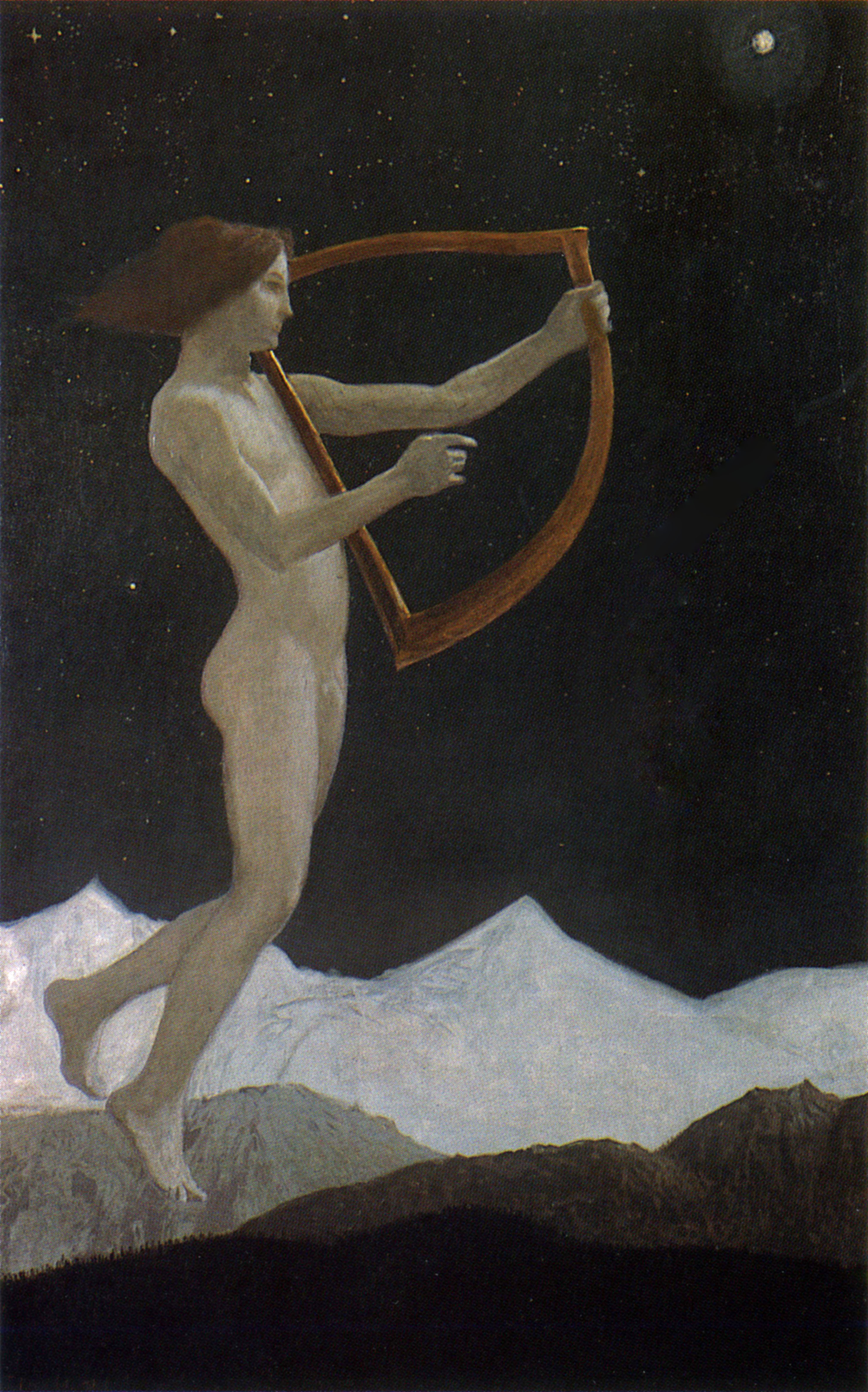
"Mondnacht" (1906)
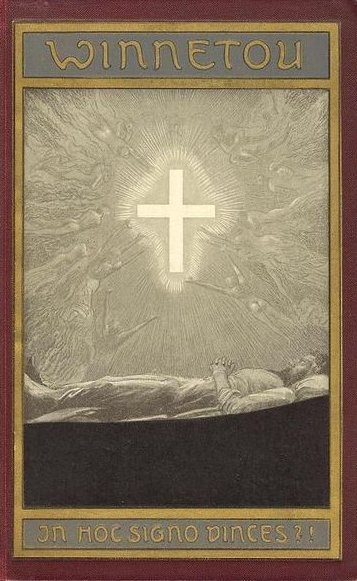
Copertina per "Winnetout IV" di Karl May (1910)
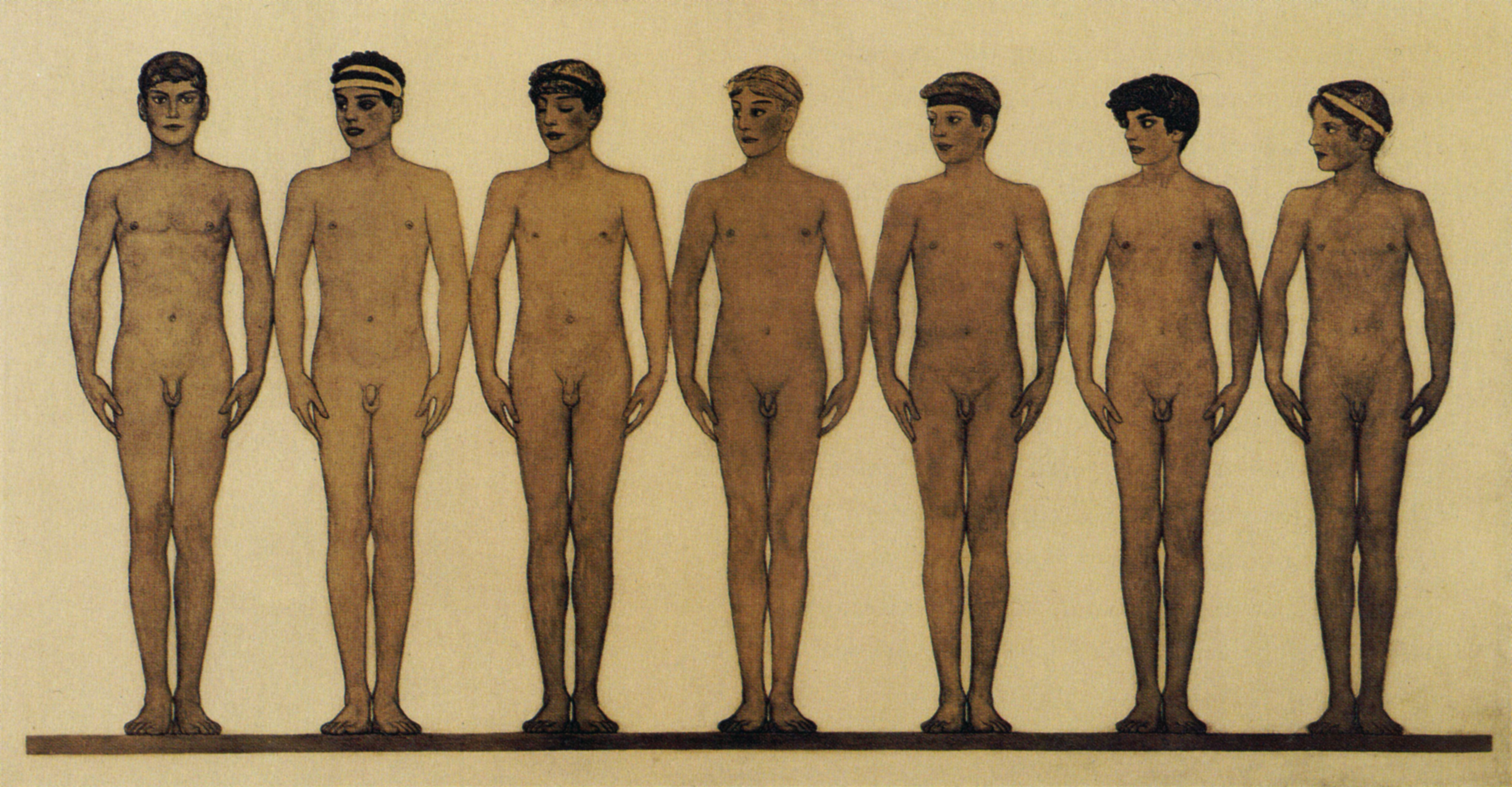
"Gymnasion" (ca. 1912)
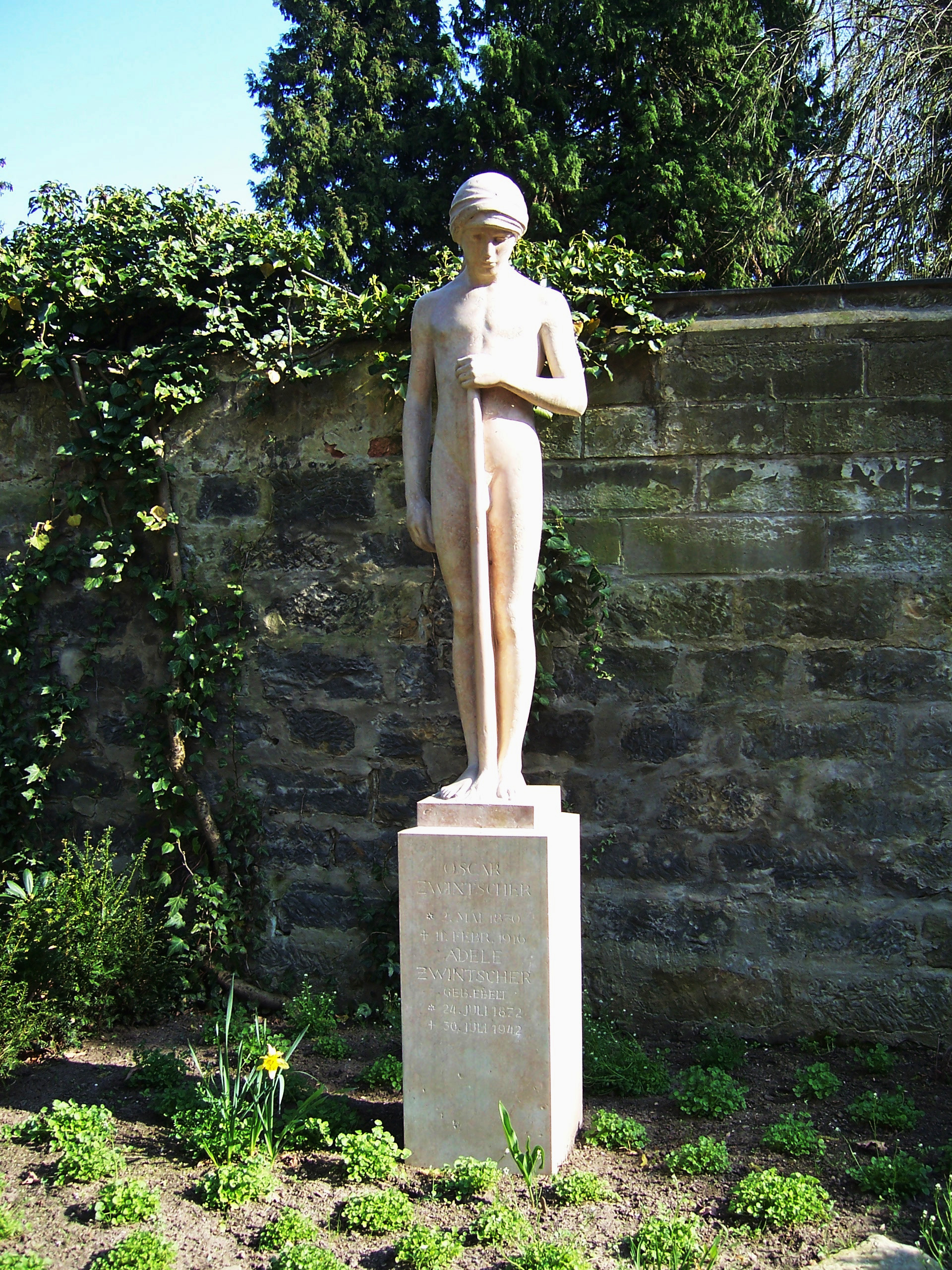
Statua della tomba di Oskar Zwintscher, Dresda
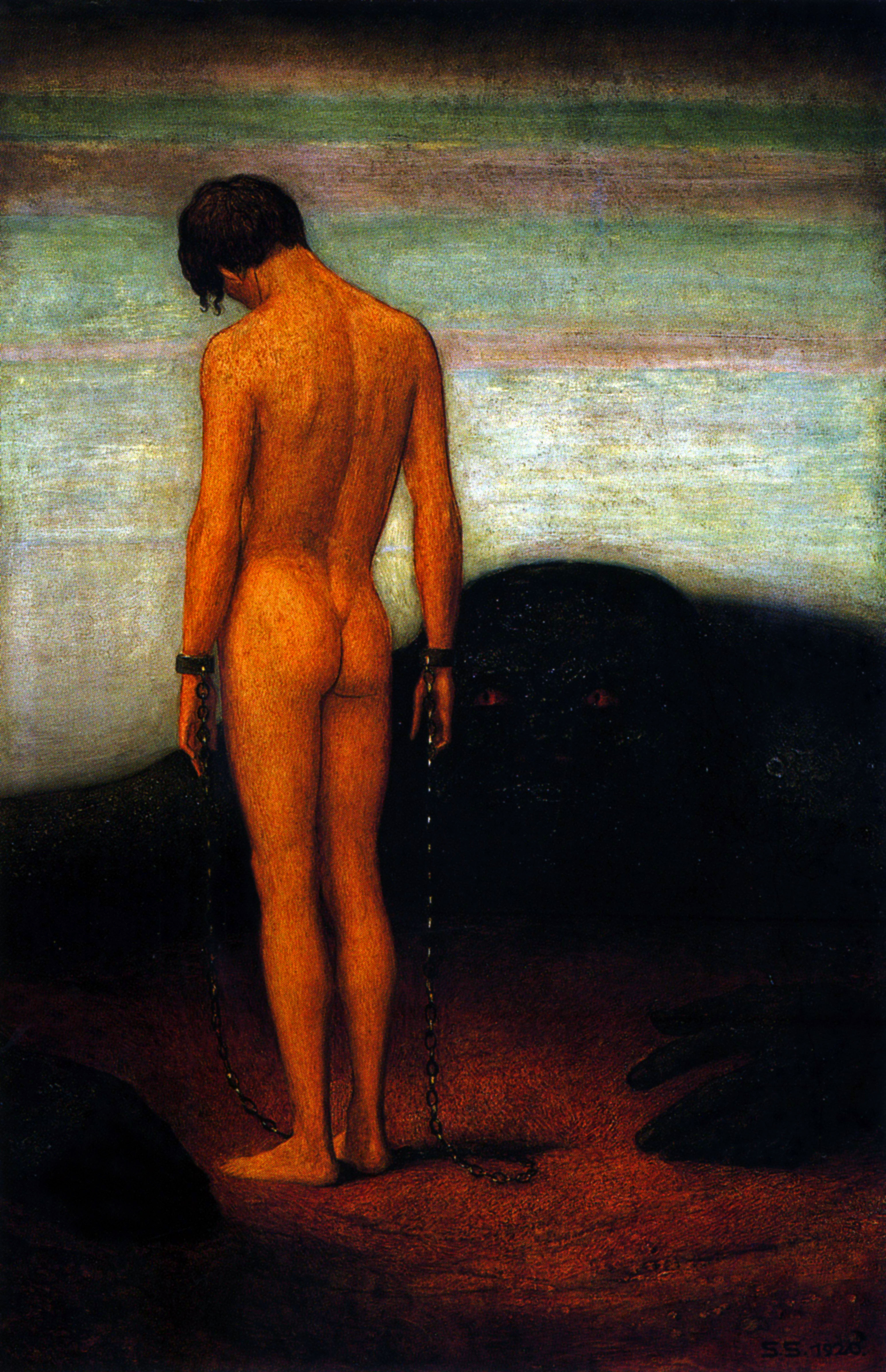
"Das Gefühl der Abhängigkeit" (1920)
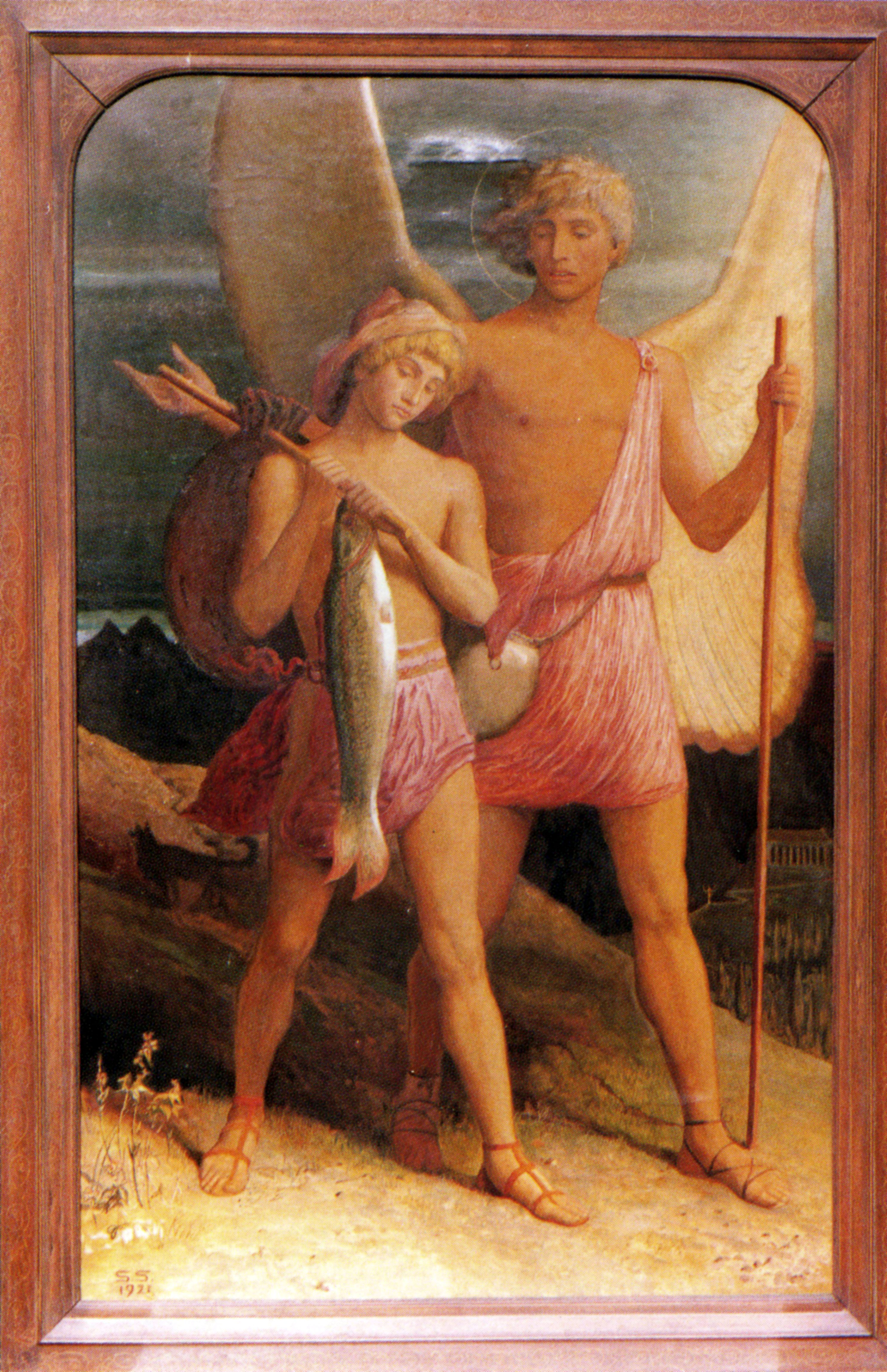
"Tobias und der Engel" (1921)